# Селицкий, Валерий Степанович
Валерий Степанович Селицкий (бел. Валерый Сцяпанавіч Сяліцкі; 26 июня 1949, п. Садовая, Добрушский район, Гомельская область, Белорусская ССР — 17 сентября 2021, Гомель, Беларусь) — советский и белорусский государственный деятель, экономист. Председатель Гомельского областного совета депутатов (1995—2010). Кандидат экономических наук. Действительный член Белорусской инженерной академии.

## Биография
В 1976 г. окончил Белорусский политехнический институт по специальности «технология машиностроения, машины и инструмент», в 1986 г. — Минскую высшую партийную школу, в 1995 г. — аспирантуру Гомельского государственного университета, в 1997 г. — Московский государственный институт международных отношений.
В 1967—1968 гг. — работал слесарем на заводах пусковых двигателей и пластмассовых изделий в Гомеле. С 1968 по 1970 г. служил в рядах Советской армии. В 1970—1975 гг. работал инженером-конструктором на гомельском заводе «Модуль».
- 1976—1980 гг. — заведующий отделом рабочей и сельской молодёжи Гомельского обкома ЛКСМ Белоруссии.
- 1980—1985 гг. — инструктор, заведующий сектором промышленно-транспортного отдела Гомельского обкома КП Беларуси, второй секретарь Мозырского городского комитета Компартии Беларуси.
- 1985—1990 гг. — первый секретарь Мозырского городского комитета Компартии Беларуси.
- 1990—1995 гг. — заместитель председателя Гомельского областного Совета депутатов.

В 1995—2010 гг. — председатель Гомельского областного совета депутатов.
С 2010 г. находился на преподавательской работе на кафедре экономики и управления в Гомельской государственном университете им. Ф. Скорины.
Кандидат экономических наук. Основатель и глава славянского общества имени Кирилла Туровского. Награждён орденом Кирилла Туровского (номер три)

## Награды и звания
- «Медаль за заслуги» (2005)
- Церковный орден святого князя Владимира III степени (2000)

Был отмечен благодарностью Президента Республики Беларусь, Почётными грамотами Национального собрания Республики Беларусь и Совета Министров Республики Беларусь.